# Parafia św. Alberta Chmielowskiego w Lublinie
Parafia Świętego Alberta Chmielowskiego w Lublinie – parafia rzymskokatolicka w Lublinie, należąca do archidiecezji lubelskiej i Dekanatu Lublin – Północ. Została erygowana 3 września 1991. Kościół parafialny został wybudowany w latach 1990–1991. Proboszczem od 2023 roku jest Bartymeusz Kędzior. 

## Zasięg parafii
Do parafii należą wierni z Lublina, mieszkający przy ulicach: Mineralnej, Nowickiego, Poligonowej, Północnej, Sławinek, Szymańskiego, Willowej, Wyrwasa i Zdrojowej. 